# Masasteron mas
Espèce
Synonymes
- Asteron mas Jocqué, 1991

Masasteron mas est une espèce d'araignées aranéomorphes de la famille des Zodariidae.

## Distribution
Cette espèce est endémique d'Australie. Elle se rencontre dans le Sud de l'Australie-Occidentale, en Australie-Méridionale, au Victoria, en Nouvelle-Galles du Sud et au Queensland.

## Description
Le mâle holotype mesure 4,17 mm et la femelle paratype 5,42 mm, les mâles mesurent de 3,75 à 4,29 mm.

## Publication originale
- Jocqué, 1991 : A generic revision of the spider family Zodariidae (Araneae). Bulletin of the American Museum of Natural History, no 201, p. 1-160 (texte intégral).